# Antisuyo
O Antisuyo ( Língua quéchua : Anti = leste  Suyu= terras, terras do leste ou terra dos antis) foi um suyu (território) do Império Inca (Tahuantinsuyo), Compreendia a região amazônica peruana. Estava localizado a noroeste de Cusco, principalmente da região dos Yungas e no alto dos Andes   onde eles deixaram pegadas como a construção de Machu Picchu , as bacias dos rios Urubamba e Madre de Dios.
Antis além de significar leste também era o termo coletivo para que os incas utilizavam para denominar os grupos étnicos que viviam na região, como os Ashaninca  ou os Tsimane.  Foi o segundo menor do suyus, fazia parte do Hanan Suyukuna ou terras superiores do império. 
Pode-se dizer, que a primeira ação naval organizada no Peru, foi no tempo do Inca Túpac Yupanqui, uma vez que mobilizou 10.000 homens em balsas que navegaram nos rios, uma tarefa que levou dois anos, foi uma catástrofe para os Incas, uma vez que apenas 1.000 soldados retornaram vivos. Depois de submeter os Ashaninca, muito poucos voltaram.

## Wamani
Cada suyu dividia-se em Wamani ou províncias.  Antisuyo era formada pelos seguintes Wamanis:
- Ashaninca (Kampa ou Kambas ou Thampas)
- Chuncho
- Cunibo
- Lare ou Lari
- Machiguenga
- Omasayo ou Umasuyu
- Paucartambo ou Pawqartampu
- Piro
- Shipibo
- Vilcabamba ou Willkapampa